# Leprosy
Leprosy este al II-lea album de studio , publicat în noiembrie 1988 de trupa americană , death metal , Death.

## Tracklist
1. Leprosy - 6:19
2. Born Dead - 3:25
3. Forgotten Past - 4:33
4. Left to Die - 4:35
5. Pull the Plug - 4:25
6. Open Casket - 4:53
7. Primitive Ways - 4:20
8. Choke on It - 5:54

## Componență
- Chuck Schuldiner – voce,chitară
- Rick Rozz – chitară
- Terry Butler – bas
- Bill Andrews – baterie